# アラン・シャバ
アラン・シャバ（Alain Chabat、1958年11月24日 - ）は、フランスの俳優、映画監督、脚本家。

## 作品

### 出演
- クリスマス・カンパニー（サンタクロース）
- ヴァレリアン 千の惑星の救世主（海賊ボブ）
- リアリティ（ジェイソン・タントラ）
- ムード・インディゴ うたかたの日々（ジュール・グーフェ）
- ナイト ミュージアム2（ナポレオン・ボナパルト）
- 恋愛睡眠のすすめ（ギィ）
- フレンチなしあわせのみつけ方（ジョルジュ）
- ミッション・クレオパトラ（ジュリアス・シーザー）
- ムッシュ・カステラの恋（デシャン）
- ディディエ（ディディエ）
- 彼女たちの関係（トマス）
- 彼女の彼は、彼女（ローラン）
- カンヌ映画祭殺人事件（セルジュ・カラマゾフ/ユーリ/ジャック）

### 監督
- クリスマス・カンパニー
- ミッション・クレオパトラ
- ディディエ

### その他
- クリスマス・カンパニー（脚本）
- ジャックはしゃべれま1,000（製作）
- ベイビーズ -いのちのちから-（製作/原案）
- プチ・ニコラ（台詞）
- ミッション・クレオパトラ（共同製作/脚本）
- ディディエ（脚本）
- カンヌ映画祭殺人事件（脚本）